# Ollie Phillips
Oliver Phillips, detto Ollie (Brighton, 8 settembre 1982), è un rugbista a 15, attivo nel ruolo di tre quarti ala, la cui carriera internazionale si è svolta solo nel rugby a 7 per l'Inghilterra.
Dopo il ritiro dall'attività sportiva si è dedicato a iniziative di beneficenza, una delle quali gli è valsa la menzione nel Guinness dei primati per avere organizzato e disputato un incontro di rugby a scopo di raccolta fondi alla più alta quota al mondo, 6331 m nei pressi di un campo base sul monte Everest.